# مجلس وزراء هولندا
مجلس الوزراء هولندا هو الجسم الرئيسي للسلطة التنفيذية لحكومة هولندا. المجلس الحالي لوزراء هولندا هو وزارة روته الثانية.

## الهيكلة والدور

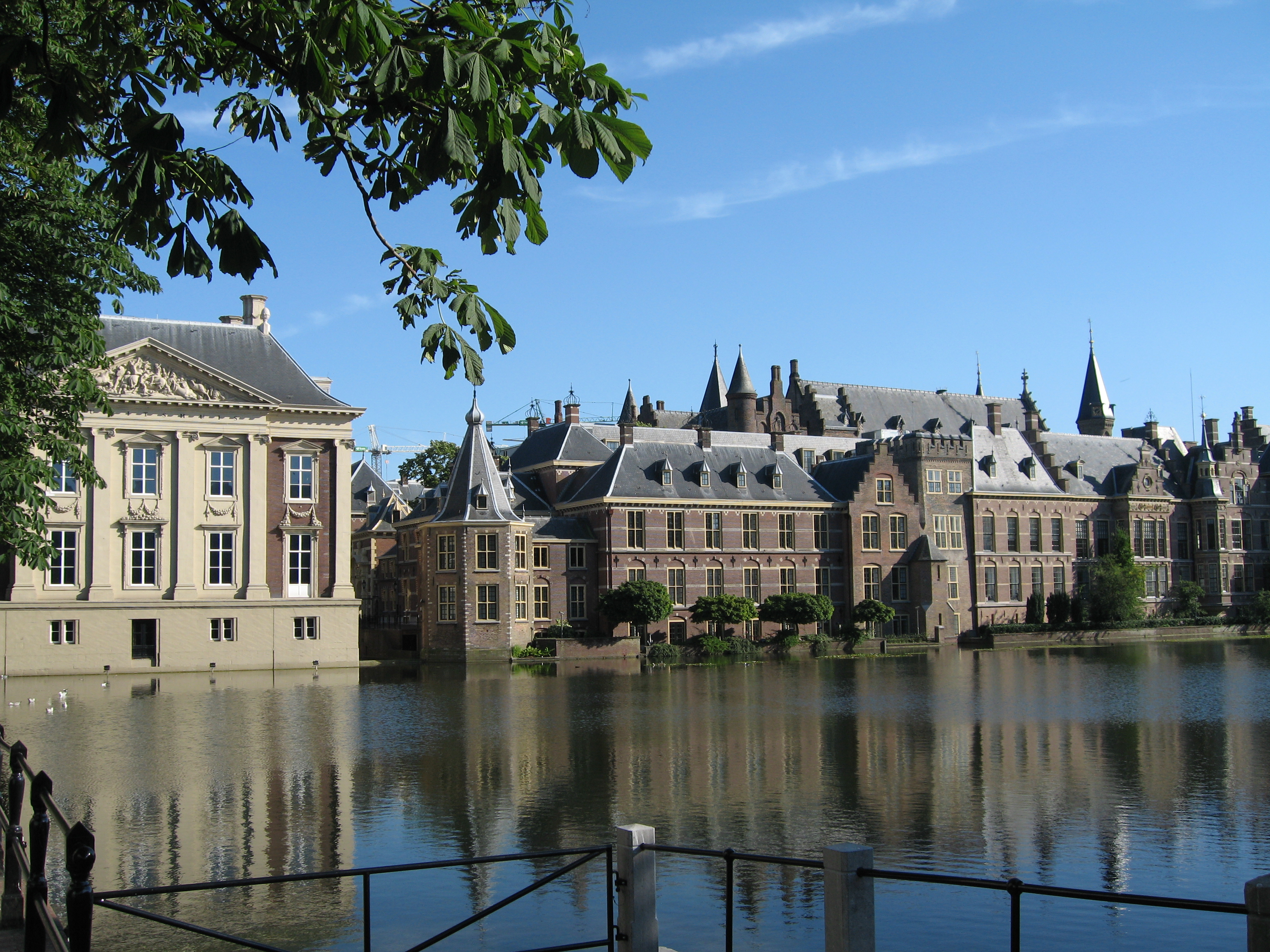
قصر بيننهوف بلاهاي. وزارة الشئون العامة، حيث يجتمع المجلس كل يوم جمعة.

يتكون المجلس من وزراء ووزراء مفوضين. ويقود المجلس رئيس وزراء هولندا. هناك ما بين 12 و 14 وزيراً، معظمهم أيضاً رؤساء وزارات حكومية محددة، بالرغم من وجود واحد أو اثنين في كثير من الأحيان من الوزراء بدون حقيبة وزارية الذين لديهم مجالات مسؤولية داخل بعض الوزارات.

## مجلس الوزراء الحالي
| صاحب المنصب                | صاحب المنصب                          | المنصب/ الحقيبة الوزارية | المنصب/ الحقيبة الوزارية                                                                                | الحزب                         |
| -------------------------- | ------------------------------------ | ------------------------ | --- | ----------------------------- |
| Mark Rutte                 | مارك روته                            | رئيس وزراء هولندا        | الشؤون العامة                                                                                           | حزب الشعب للحرية والديمقراطية |
| Lodewijk Asscher           | لودافايك أشر                         | نائب رئيس الوزراء / وزير | الشئون الإجتماعية والتوظيف                                                                              | حزب العمل الهولندي            |
| Ronald Plasterk            | رونالد بلاستيرك                      | وزير                     | الداخلية وعلاقات المملكة                                                                                | حزب العمل الهولندي            |
| Frans Timmermans           | فرانز تيميرمانز (2012 – 2014) [Appt] | وزير                     | الشئون الخارجية                                                                                         | حزب العمل الهولندي            |
| Bert Koenders              | بيرت كوندرز (منذ 2014)               | وزير                     | الشئون الخارجية                                                                                         | حزب العمل الهولندي            |
| Jeroen Dijsselbloem        | يرون دايسيلبلوم                      | وزير                     | المالية                                                                                                 | حزب العمل الهولندي            |
| Ivo Opstelten              | إيفو أوبستلتن (2012 – 2015) [Res]    | وزير                     | الأمن والعدل                                                                                            | حزب الشعب للحرية والديمقراطية |
| Stef Blok                  | ستيف بلوك (مؤقت)                     | وزير                     | الأمن والعدل                                                                                            | حزب الشعب للحرية والديمقراطية |
| Ard van der Steur          | أرض فان دير ستور (منذ 2015)          | وزير                     | الأمن والعدل                                                                                            | حزب الشعب للحرية والديمقراطية |
| Henk Kamp                  | هينك كامب                            | وزير                     | الشئون الإقتصادية                                                                                       | حزب الشعب للحرية والديمقراطية |
| Jeanine Hennis-Plasschaert | شنين هينيس- بلاسخارت                 | وزيرة                    | الدفاع                                                                                                  | حزب الشعب للحرية والديمقراطية |
| Edith Schippers            | إديث سخيبير                          | وزيرة                    | الصحة والرعاية والرياضة                                                                                 | حزب الشعب للحرية والديمقراطية |
| Jet Bussemaker             | شيت بوسيماكر                         | وزيرة                    | التعليم، الثقافة والعلوم                                                                                | حزب العمل الهولندي            |
| Melanie Schultz van Haegen | ميلاني سخولتز فان هيخن               | وزيرة                    | البنية التحتية والبيئة                                                                                  | حزب الشعب للحرية والديمقراطية |
| Stef Blok                  | ستيف بلوك                            | وزير بدون حقيبة وزارية   | الإسكان وقطاع الحكومة المركزية (داخل الشئون الداخلية وعلاقات المملكة)                                   | حزب الشعب للحرية والديمقراطية |
| Lilianne Ploumen           | ليليانه بلومن                        | وزير بدون حقيبة وزارية   | التجارة الخارجية والتعاون الإنمائي (خلال الشئون الخارجية)                                               | حزب العمل الهولندي            |
| Frans Weekers              | فرانز فيكرز (2012 – 2014) [Res]      | وزير دولة                | المالية (الشئون المالية والمالية للحكومات الأقل)                                                        | حزب الشعب للحرية والديمقراطية |
| Eric Wiebes                | إيريك فيبيز (منذ 2014)               | وزير دولة                | المالية (الشئون المالية والمالية للحكومات الأقل)                                                        | حزب الشعب للحرية والديمقراطية |
| Fred Teeven                | فريد تيفن (2012 – 2015) [Res]        | وزير دولة [Note]         | الأمن والعدل (الوقاية، قانون الأسرة، عدالة الشباب، قانون حقوق الطبع والنشر)                             | حزب الشعب للحرية والديمقراطية |
| Klaas Dijkhoff             | كلاس دايك هوف (منذ 2015)             | وزير دولة [Note]         | الأمن والعدل (الوقاية، قانون الأسرة، عدالة الشباب، قانون حقوق الطبع والنشر)                             | حزب الشعب للحرية والديمقراطية |
| Co Verdaas                 | كو فيرداس (2012) [Res]               | وزير دولة [Note]         | الشئون الإقتصادية (الزراعة، الطبيعة، الأغذية، الجودة، السياحة، شئون البريد)                             | حزب العمل الهولندي            |
| Sharon Dijksma             | شارون دايكسما (منذ 2012)             | وزير دولة [Note]         | الشئون الإقتصادية (الزراعة، الطبيعة، الأغذية، الجودة، السياحة، شئون البريد)                             | حزب العمل الهولندي            |
| Martin van Rijn            | مارتن قان راين                       | وزير دولة                | الصحة، الرعاية والرياضة (التمريض والرعاية، سياسة كبار السن، سياسة الشباب، التكنولوجيا الحيوية)          | حزب العمل الهولندي            |
| Sander Dekker              | ساندر ديكر                           | وزير دولة                | التعليم، الثقافة والعلوم (التعليم العالي، العلوم والمعرفة، المعلمون، الثقافة)                           | حزب الشعب للحرية والديمقراطية |
| Wilma Mansveld             | فيلما مانسفيلد                       | وزيرة دولة [Note]        | البنية التحتية والبيئة (السياسة المائية، البيئة، الطيران)                                               | حزب العمل الهولندي            |
| Jetta Klijnsma             | شيتا كلاينسما                        | وزيرة دولة               | الشئون الاجتماعية والعمل (البطالة التأمين (جزئياً)، المساواة، البطالة طويلة الأمد، الفقر، الصحة والأمان) | حزب العمل الهولندي            |
| مصدر: Rijksoverheid        |                                      |                          | |                               |

Note.  يسمح لوزراء الدولة للأمن والعدالة، الشئون الإقتصادية والبنية التحتية والبيئة أن يستخدموا اللقب الوزاري أثناء المهام الخارجية.
Appt.  عين فرانس تيمرمانز النائب الأول لرئيس المفوضية الأوروبية والمفوض الأوروبي للتنظيم الأفضل، والعلاقات المشتركة بين المؤسسات، وسيادة القانون وميثاق الحقوق الأساسية: تعيين.
Res.  استقال.

## وزارات
فيما يلي الإحدى عشر وزارة الهولندية، مع كل وزرائها، وهناك أيضاً عدة وزراء بدون حقيبة وزارية ووزراء مفوضون. والوزارات هي:
- وزارة الشئون العامة، التي تنسق سياسة الحكومة.
- وزارة الداخلية وعلاقات المملكة، التي لديها مجموعة واسعة من المهام بما في ذلك الشرطة والخدمة المدنية والدستور (وقد انقسمت تاريخياً معظم الوزارات من هذه الوزارة)؛
- وزارة الأمن والعدل، التي تنظم التشريعات والعقوبات والهجرة.
- وزارة الشؤون الخارجية، التي كان وزيرها تقليدياً بلا حقيبة للتنمية الدولية ووزير مفوض بالاتحاد الأوروبي؛
- وزارة الدفاع، التي تنسق القوات المسلحة الملكية الهولندية؛
- وزارة المالية، وهي المسؤولة عن الضرائب والميزانية الوطنية والشؤون النقدية.
- وزارة الشؤون الإقتصادية، التي تنسق اقتصاد هولندا والاتصالات والابتكار، وتولت مؤخراً المسؤولية عن الزراعة، وكان وزيرها تقليدياً وزير الدولة لشؤون التجارة الدولية؛
- وزارة الشئون الإجتماعية والعمل، التي تنسق الضمان الاجتماعي والعمالة؛
- وزارة التربية والتعليم والثقافة والعلوم، أدت تقليدياً من قبل وزراء واثنين من أمناء الدولة، وكان أحدهما المعني بالثقافة والإذاعة؛
- وزارة الصحة العامة والرعاية الإجتماعية والرياضة؛
- وزارة البنية التحتية والبيئة، التي تشرف على تخطيط استخدام الأراضي والبنية التحتية وجغرافيا هولندا.